# Darbo partija
Darbo partija (DP), "Arbetarpartiet" är ett centerpolitiskt parti i Litauen, grundat 2003. I Europaparlamentsvalet 2004 gjorde partiet en stor seger och vann hela 30,2 % av rösterna, vilket gav partiet fem mandat. I det nationella valet samma år fick partiet 28,4 % av rösterna och 39 av parlamentets 141 mandat, vilket gjorde partiet till Litauens största i antal mandat räknat. Vid valet 2008 fick partiet bara omkring 9 % av rösterna och tio mandat.
Partiet var tidigare medlem i Europeiska demokratiska partiet (EDP), och mellan 2012 och 2021 medlem i Alliansen liberaler och demokrater för Europa (ALDE). Dess Europaparlamentariker satt i Gruppen Renew Europe (Renew-gruppen), men blev utesluten ur gruppen under 2021 till följd av homofobiska uttalanden. Därefter beslutade Darbo Partija att även lämna ALDE.